# Estación Galvarino
Galvarino fue una estación ferroviaria chilena ubicada en la comuna de Galvarino, en la Región de la Araucanía. Fue la punta de rieles del ramal Quino-Galvarino. Solo vestigios de aquella estación quedan en el valle, como la copa de agua, que se conserva en una buena condición, aun pasados más de 100 años desde su construcción.
Entre los recorridos que realizaba el ferrocarril se encontraban: Galvarino-Quino, Galvarino-Purén y Galvarino-Victoria. Estos fueron los más abordados por los pasajeros de la época.
- Datos: Q5842366